# Tamão
Tamão ( en chino: 屯門 ) fue un asentamiento comercial establecido por los portugueses en una isla en el delta del río de las Perlas, China. Esta fue la primera vez que los europeos llegaron a China a través de la ruta marítima alrededor del Cabo de Buena Esperanza .  El asentamiento duró desde 1514 hasta 1521, cuando los portugueses fueron expulsados por la armada de la Dinastía Ming . 

## Ubicación
En mayo de 1513, el explorador portugués Jorge Álvares llegó a las costas chinas a una isla en el delta del río de las Perlas, a la que llamaron "Tamão", lo que se entiende como una adaptación lingüística de "Tyunmun" (屯門), nombre de lo que Ahora es el área occidental de Hong Kong y Shenzhen .  Fuentes chinas afirman que los portugueses se asentaron alrededor de la ensenada de Tunmen (屯門澳), pero se desconoce el paradero actual de la ensenada de Tyunmun, por lo que la ubicación precisa del asentamiento portugués sigue siendo un tema de debate entre los historiadores. 
Traducido en chino, el nombre es idéntico al distrito de Tuen Mun en la actual Hong Kong. Esto lleva a algunos investigadores a vincular el Tyunmun de la época Ming con el Tuen Mun en los Nuevos Territorios de Hong Kong. "Tyunmun Inlet" se referiría entonces a una de las dos bahías alrededor de Tuen Mun: Castle Peak Bay, junto a la actual Ciudad Nueva de Tuen Mun ; o Deep Bay entre los Nuevos Territorios y Nantou en la actual Shenzhen, donde estaba estacionada una fuerza de defensa costera Ming.
Una fuente afirma concretamente que el asentamiento estaba en la "bahía de Tyunmun... ahora llamada Castle Peak".  Esto simplemente aumenta la confusión ya que la descripción en fuentes portuguesas indicaba claramente que Tamão era una isla. Como Tuen Mun no es una isla, algunos investigadores han propuesto que Tamão en realidad puede referirse a una de las islas cercanas. La isla de Lintin ha sido identificada por JM Braga como el Tamão de las fuentes portuguesas, y es ampliamente seguida por los estudios occidentales; sin embargo, estudios chinos recientes han argumentado que esta identificación no está suficientemente respaldada por evidencia histórica y sugiere otras islas potenciales, como la cercana Chek Lap Kok o la isla más grande de Lantau.
En 1521, el asentamiento fue abandonado después de la Batalla de Tamão con la armada china; Los portugueses se reunieron en Malaca, en Malasia . 
Según fuentes citadas por National Geographic, "Macao nunca habría existido si no fuera por Tamão", donde los portugueses aprendieron valiosas lecciones sobre "cómo funcionaban China, el delta del río de las Perlas y el mar de la China Meridional". 